# Садовое (Чечня)
Садо́вое (чечен. Мехкадаьттан-Юрт) — село в Грозненском районе Чеченской Республики. Входит в состав Пролетарского сельского поселения.

## География
Село расположено в Алханчуртской долине, по обоим берегам Алханчуртского канала, в 2 км к северу от города Грозный.
Ближайшие населённые пункты: на северо-востоке — сёла Толстой-Юрт и Горячеисточненская, на востоке — посёлок Дружба, на юге — село Пролетарское, на юго-западе — посёлок Грозненский (в составе города Грозный) и на западе — станица Первомайская.

## История
В 1977 году Указом Президиума ВС РСФСР поселок отделения № 2 совхоза «Молочный № 2» был переименован в село Садовое.

## Население
| 1990 | 2002  | 2010  | 2021  |
| ---- | ----- | ----- | ----- |
| 2264 | ↗2535 | ↗3206 | ↗3575 |

## Образование
- Садовая муниципальная средняя общеобразовательная школа[9].

## Известные уроженцы
- Вараев Адлан Абуевич — чемпион мира, Европы и СССР по вольной борьбе, серебряный призёр Олимпийских игр.
- Шовхалов Ибрагим Магомедович — призёр чемпионатов Европы и мира, обладатель и призёр Кубков мира по вольной борьбе.